# امانوئل دنیس
امانوئل دنیس (انگلیسی: Emmanuel Dennis؛ زادهٔ ۱۵ نوامبر ۱۹۹۷) بازیکن فوتبال اهل نیجریه است.
از باشگاه‌هایی که در آن بازی کرده‌است می‌توان به باشگاه فوتبال زوریا لوهانسک و باشگاه فوتبال کلوب بروژ اشاره کرد.
وی همچنین در تیم‌های ملی فوتبال زیر ۲۳ سال نیجریه و نیجریه بازی کرده‌است.